# Балву
Ба́лву (устар. Боловское, Балвы; латыш. Bolvu ezers, Balvu ezers, Salmaņu ezers; латг. Bolvu azars, Salmaņu azars) — эвтрофное озеро в Балвском крае Латвии. Акватория озера находится на территории Кубульской волости, восточную часть озёра охватывает территория города Балви, а по южному берегу западной части проходит граница Балвской волости. Зарегулировано плотиной в месте вытекания реки Балупе, пересекающей озеро с востока на запад. Относится к бассейну Даугавы.
Озеро Балву находится на высоте 100,5 м над уровнем моря. Длина озера — 3,2 км, максимальная ширина — 0,7 км. Площадь водной поверхности озера — 168 га (по другим данным — 170 га). Наибольшая глубина — 3,9 м, средняя — 2,2 м. Объём — 3,7 млн м³. Площадь водосборного бассейна озера равняется 248 км². Река Балупе соединяет озеро Балву с располагающимся в 600 м выше по течению озером Перкону.